# Boulevard Anspach
Boulevard Anspach (in olandese: Anspachlaan) è un importante viale nel centro della città di Bruxelles, che collega Place de Brouckère a Place Fontainas. Prende il nome da Jules Anspach, ex sindaco di Bruxelles. Fu costruito sul fiume Senne, che era coperto, anche se il fiume non scorre più sotto di esso. La stazione della metropolitana De Brouckère è accessibile dal viale, così come la stazione del tram della metropolitana Bourse. Il viale prosegue verso nord su Boulevard Emile Jacqmain e Boulevard Adolphe Max, formando un incrocio a Y, e verso sud, continua su Boulevard Maurice Lemonnier.

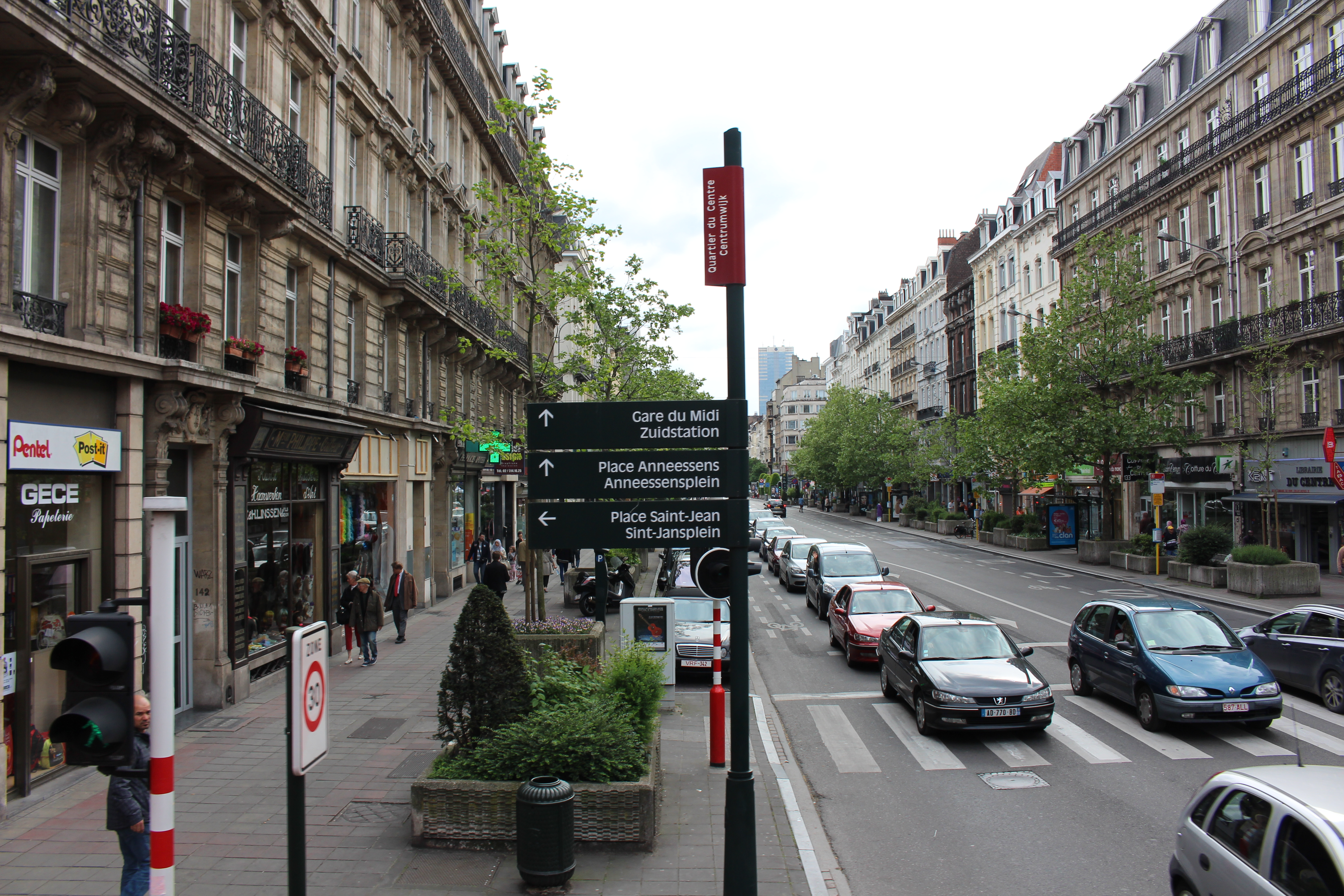
Boulevard Anspach.
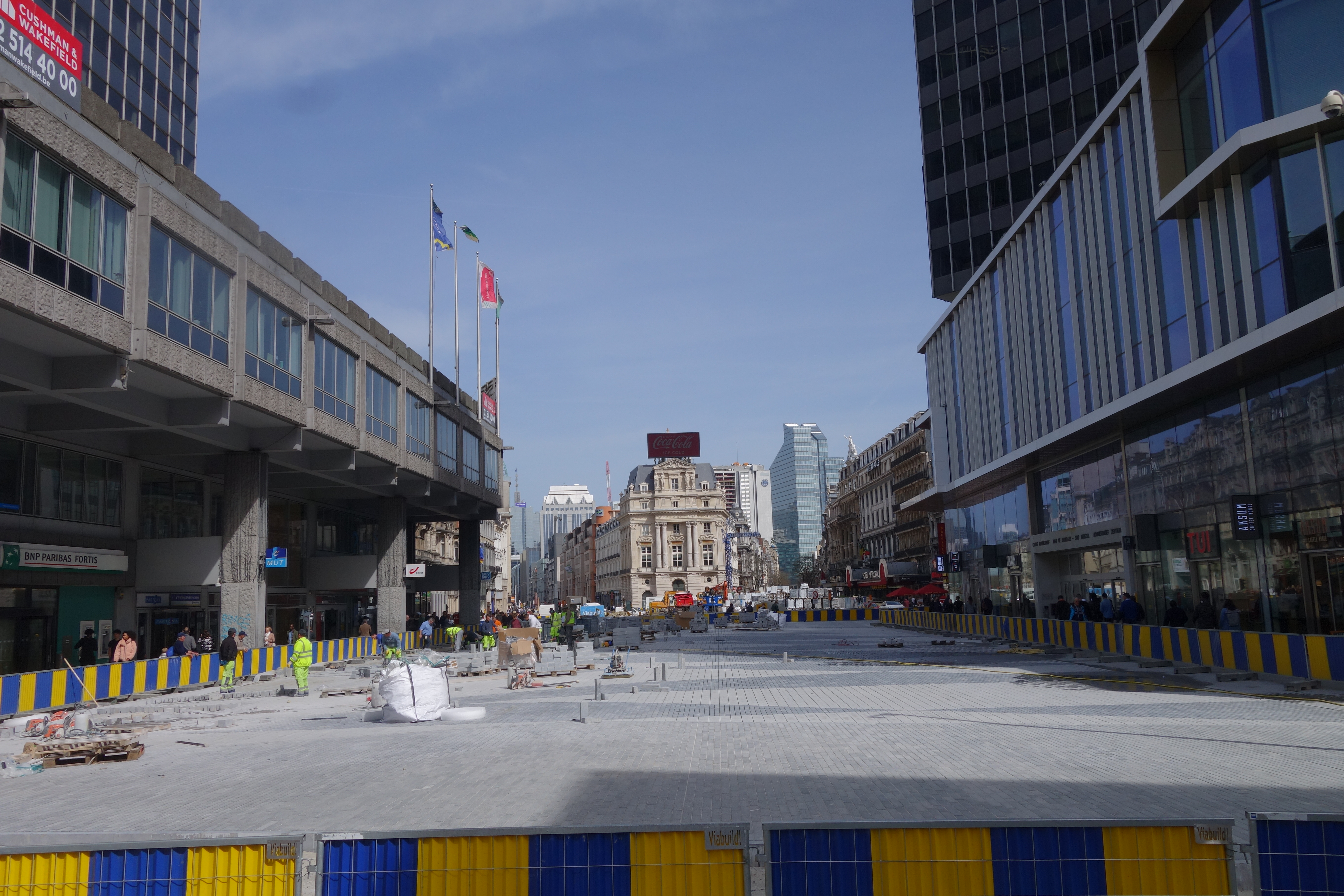
Lavori stradali sul Boulevard.
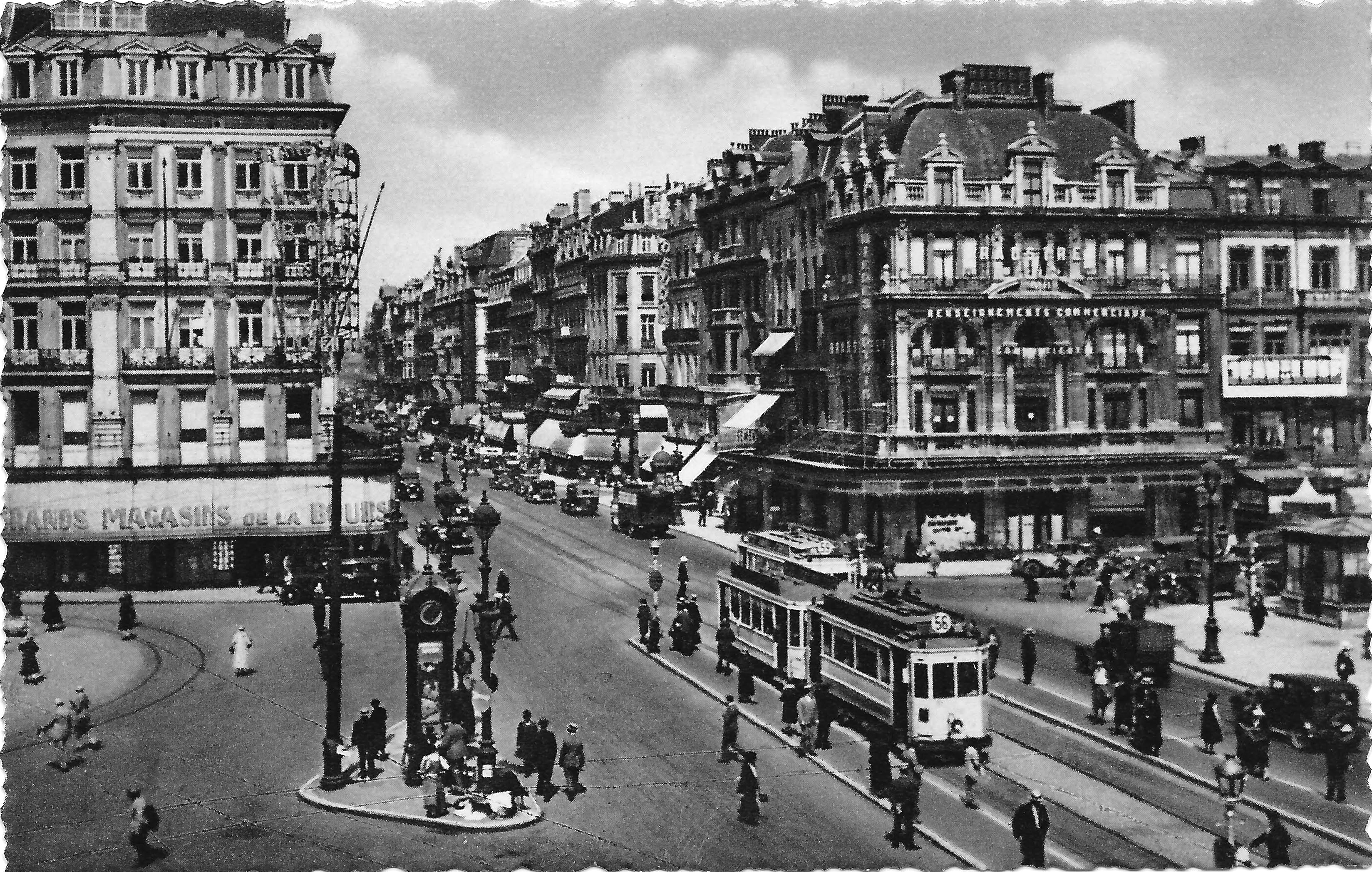
Boulevard Anspach come compariva nel 1920.